# Orthilia secunda
Orthilia secunda là một loài thực vật có hoa trong họ Thạch nam. Loài này được (L.) House mô tả khoa học đầu tiên năm 1921.

## Hình ảnh

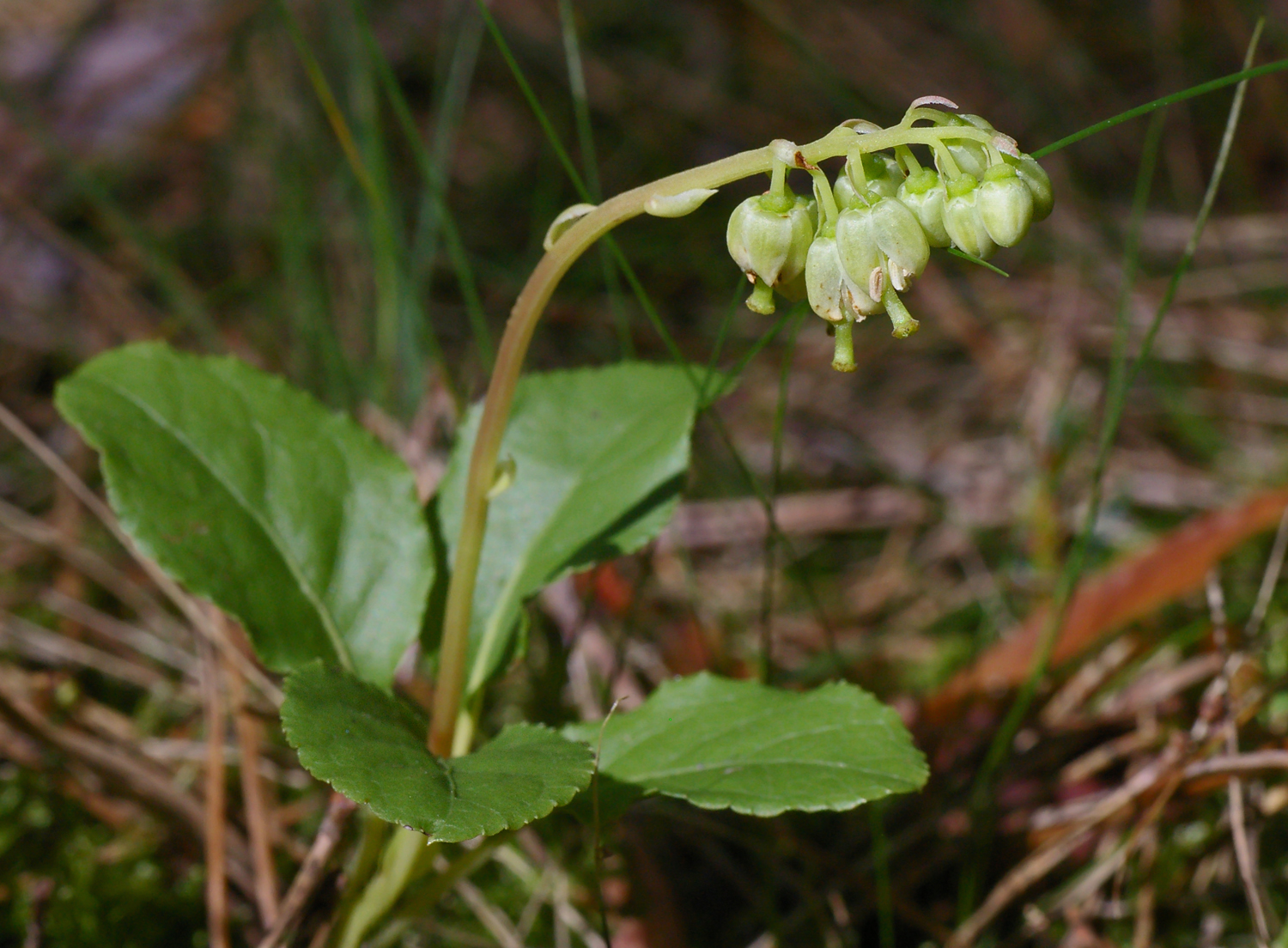
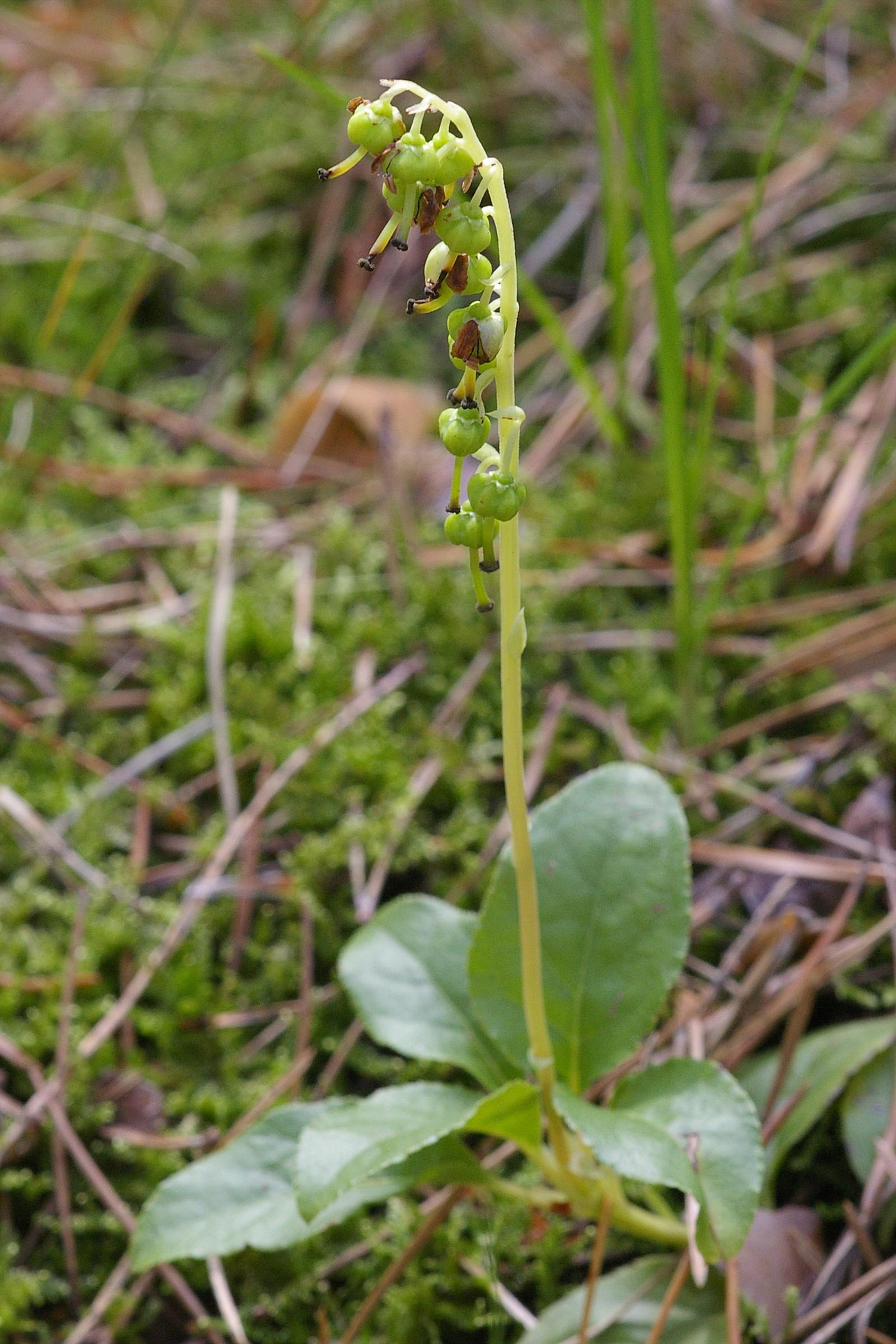
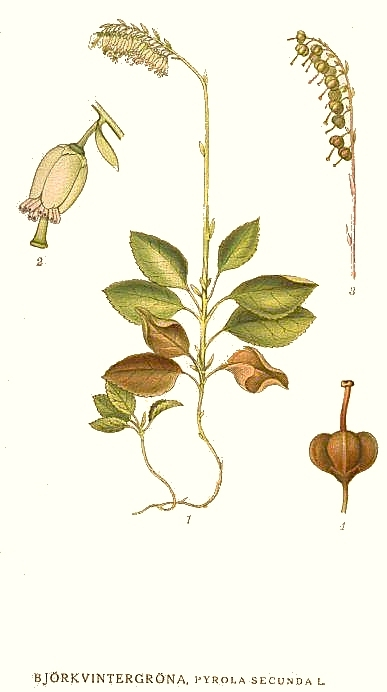
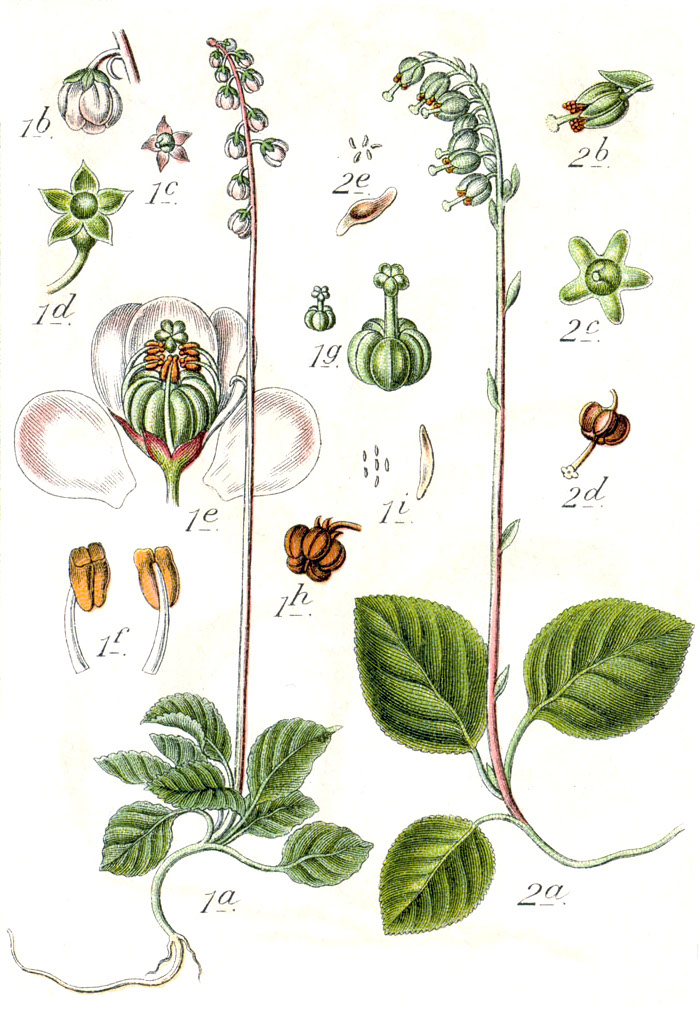